# Crkva sv. Antuna Opata u Šibeniku
Crkva sv. Antuna Opata (crkva sv. Krševana), zaštićeno kulturno dobro u Šibeniku.

## Opis dobra
Crkva sv. Antuna Opata je objekt romaničkog stila građen u 12. stoljeću. Pregradnjom u 15. stoljeću dobila je mnogo gotičkih odlika, a kasnijim pregradnjama i renesansnih i baroknih stilskih obilježja. Pravilne je orijentacije, jednobrodna, s polukružnom apsidom. S južne strane joj je dograđena sakristija s krovištem na jednu vodu. Apsida je zasvedena polukalotom, a nad lađom je otvoreno drveno krovište. Građena je od kamena, izvana neožbukana. Krovište broda je dvovodno, s kupom kanalicom i kamenim pločama nad apsidom. Na glavnom pročelju su romanička vrata s lunetom. Danas se koristi kao izložbeni prostor.

## Zaštita
Pod oznakom Z-2037 zavedena je kao nepokretno kulturno dobro - pojedinačno, pravna statusa zaštićena kulturnog dobra, klasificiranog kao sakralno-profana graditeljska baština.